# جواري سواريس
جواري سواريس (بالبرتغالية: Juary Soares‏) (مواليد 20 فبراير 1992) هو لاعب كرة قدم من غينيا بيساو، يلعب حاليًا مع نادي سبورتينغ لشبونة ب.

## روابط خارجية
- جواري سواريس على موقع الاتحاد الدولي (مؤرشف)  (الإنجليزية)
- جواري سواريس على موقع قاعدة بيانات كرة القدم.إي يو (الإنجليزية)
- جواري سواريس على موقع ناشيونال فوتبول تيمز (الإنجليزية)
- جواري سواريس على موقع Soccerway.com (الإنجليزية)